# Hyponeuma dubia
Hyponeuma dubia är en fjärilsart som beskrevs av Butler 1881. Hyponeuma dubia ingår i släktet Hyponeuma och familjen nattflyn. Inga underarter finns listade i Catalogue of Life.